# Ніколаос Дертіліс
Ніколаос Дертіліс (грец. Νικόλαος Ντερτιλής) — грецький військовик, останній з ув'язнених членів хунти «чорних полковників». Засуджений до довічного ув'язнення за вбивство учасника повстання в Афінському Політехнічному університеті.

## Біографічні відомості
В роки Другої світової війни офіцер армії, лейтенант, Ніколаос Дертіліс брав активну участь у діяльності Руху Опору. Взятий в полон у Хаїдарі. Після звільнення в роки громадянської війни в Греції вступає до національної партизанської організації, від 1946 року взяв участь у кількох битвах на боці партизан, служив і підрозділі спеціального призначення.
1950 року став інструктором у Військовій академії, однак добровільно вирішив взяти участь у війні в Кореї. 1964 року із розгортанням турками «чисток» на Кіпрі із підробним паспортом прибув на острів та приєднався до підрозділу ΕΛΔΥΚ. У битві при невеличкому селищі Мазурас загон майора Дертіліса перебував під командуванням генерала Георгіоса Гріваса. Результатом сутечки стали численні жертви серед беззбройних цивільних турків-кіпріотів. Відомо, що Грівас по радіо-зв'язку вимагав припинити атаку, однак «Дертіліса дратувала стріляниина в повітря». Безпосередньою реакцією турків став ультиматум до уряду Греції відкликати грецьких військовиків та особисто генерала Гріваса в Афіни.
1966 року напередодні перевороту Ніколаос Дертіліс служив у складі 16 дивізії у Нігріті, Серрес. В ніч на 21 квітня 1967 року став одним з активних учасників військовому путчу на чолі із групою офіцерів — так звані «чорні полковники». У наступні дні Дертіліс прийняв командування моторизованого батальйону в Ая-Параскеві, контролюючи 28 об'єктів. За кілька днів демократичний режим було остаточно повалено.
В роки диктатури Ніколаос Дертіліс залишався на військовій службі, не маючи справ із адміністрацією країни, отримуючи зарплату військового. Брав участь у придушенні Повстання в Афінському Політехнічному університеті 1973 року. Однак надалі не сприйняв захоплення влади «невидимим диктатором» Дімітріосом Іоаннідісом і дещо дистанціювався від режиму після відсторонення від влади Георгіоса Пападопулоса.

### Суд та ув'язнення
Після відновлення демократії 30 грудня 1975 року після шестимісячного процесу визнаний винним у вбивстві опівдні 18 листопада 1973 року Міхаїла Міроянніса, учасника студентського повстання. Єдиним свідком обвинуваченя був водій Дертіліса Антоніс Агрітелліс, який свідчив, що бачив на власні очі вбивство хлопця. Вироком стало довічне ув'язнення. Існує версія про те, що обвинувачення було сфабриковане, а Агрітелліс дав неправдиві свідчення. Розслідування вбивств у Політехнічному університеті слідчим Самбанісом підтвердило, що архів грецької поліції не містить записів про вбивство Міхаліса Міроянніса 18 листопада 1973 року у Патісії, де розташовується Афінський політехнічний університет. Натомість існує запис лише про Міхаліса Мавроянніса, знайденого мертвим на вул. Карнеада, що в районі Колонакі.
Своє ув'язнення Дертіліс відбував у в'язниці Корідаллоса. Кілька разів офіційна влада пропонувала зміну умов утримання через погіршення стану здоров'я вже літнього Дертіліса. Також відомо, що Евангелос Яннопулос, міністр юстиції Греції в 1996–2000 роках, особисто прохав Дертіліса підписати прохання про помилування. Однак той відповів категоричною відмовою, оскільки не визнавав влади Третьої Грецької Республіки. 2012 року Дертіліс відмовився клопотати, щоб його відпустили на похорон сина.
Помер в афінській лікарні від аневризми головного мозку, куди був переведений в грудні 2012 після інфаркту. Поховання відбулося в Афінах, на кладовище прийшли сотні осіб, кілька членів Грецького парламенту від партії Хрісі Авгі. Під час аплодисментів пролунало кілька пострілів у повітря. Також під час поховальної служби єпископ Калавритський Амвросій порівняв Дертіліса із героєм грецької війни за незалежність Теодоросом Колокотронісом та філософом Сократом. Все це викликало обурення серед широкої громадськості та у пресі.